# Feodora Solms
Feodora zu Solms-Baruth (gift Schenk), född 5 april 1920 i Baruth/Mark, förbundsland Brandenburg; död 23 mars 2006 i Wien, Österrike, var en tysk-österrikisk friidrottare med hoppgrenar som huvudgren. Solms var en pionjär inom damidrott och blev bronsmedaljör vid EM i friidrott 1938 (det första EM där damtävlingar var tillåtna även om herrtävlingen hölls separat).

## Biografi
Feodora zu Solms föddes 1920 i Baruth i östra Tyskland som andra barn till Friedrich zu Solms-Baruth och hans maka Adelheid Prinzessin zu Schleswig-Holstein-Sonderburg-Glücksburg. Efter att hon börjat med friidrott tävlade hon i höjdhopp. Hon gick med i idrottsföreningen "MSV Wünsdorf" i Wünsdorf.
1938 tog hon sin första medalj i de tyska mästerskapen vid tävlingar 28–30 juli i Breslau då hon vann silvermedalj i höjdhopp. Hon blev sedan tysk mästare 1939 och silvermedaljör även 1940, 1941 och 1942.
1938 deltog hon även vid EM i friidrott 17 september–18 september på Praterstadion i Wien. Under tävlingarna tog hon bronsmedalj i höjdhopp med 1,64 meter. Från början vanns höjdhoppstävlingen av Dora Ratjen. Ratjen fråntogs dock senare guldmedaljen varpå Ibolya Csák istället tilldelades första plats med Nelly van Balen-Blanken nu på andra plats och Feodora Solms som ny bronsmedaljör.
1942 gifte hon sig med Gert Schenk (1910–1957). Paret fick två barn. Senare flyttade hon till Graz i Österrike, där gick hon med i idrottsföreningen "Post SV Graz".
1948 tog hon sin första medalj i de österrikiska mästerskapen vid tävlingar 9 oktober i Wien då hon vann guldmedalj i höjdhopp. Hon försvarade titeln 1951 och 1952.
1952 deltog hon i sommar OS i Helsingfors dock utan att nå medaljplats. Hon slutade på en 6:e plats i höjdhopp.
1961 gifte hon sig med Karl Adolf Prinz von Auersperg (1915–2006), paret fick ett barn. Senare drog hon sig tillbaka från tävlingslivet. Feodora zu Solms dog 2006 i Wien.